# Strooigoed

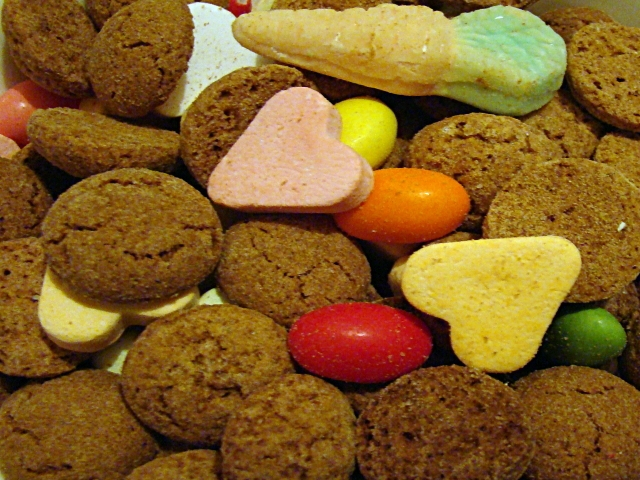
Strooigoed

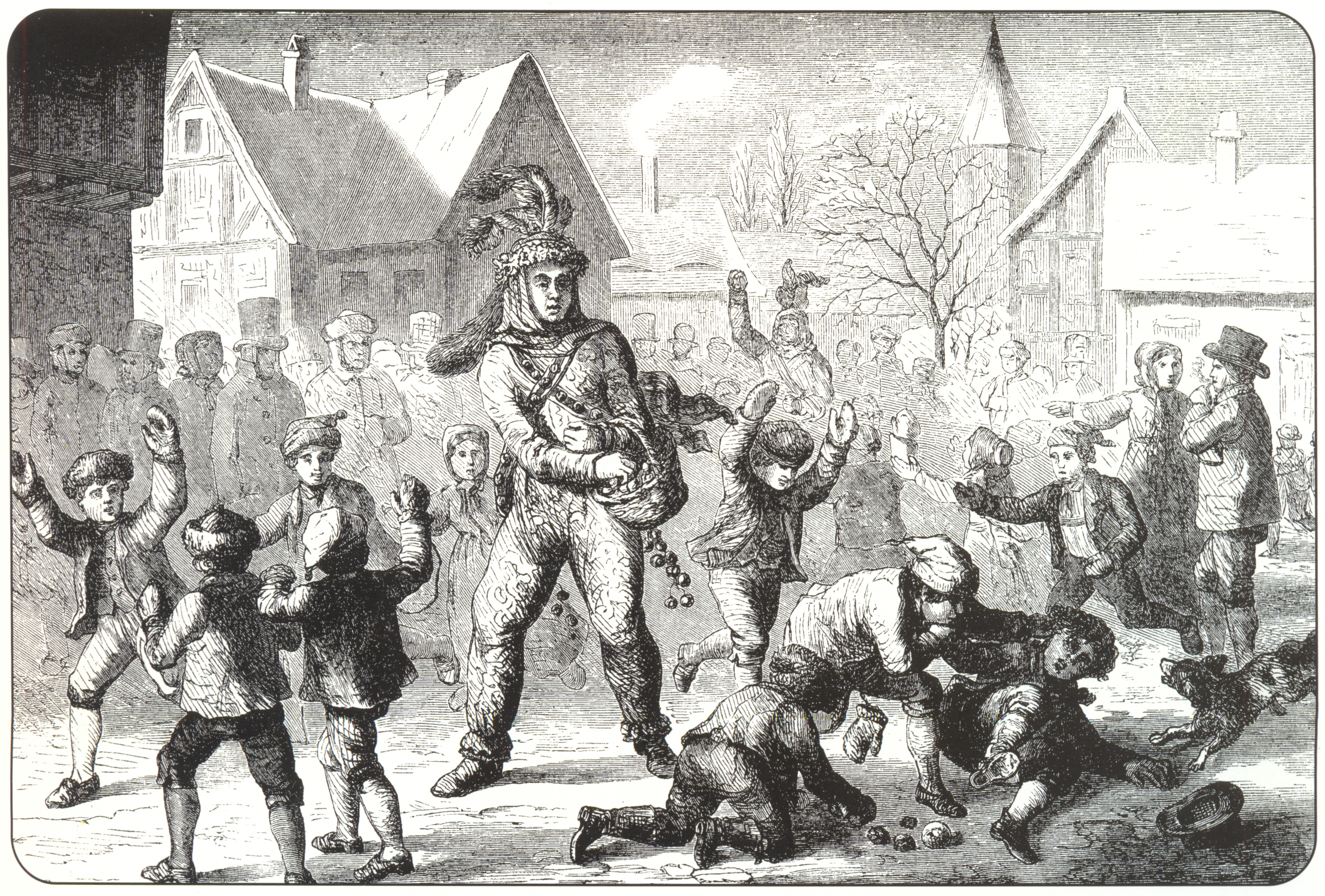
Er wordt ook gestrooid tijdens het Hansellaufen, afbeelding uit 1863

Strooigoed zijn de lekkernijen die de Pieten om zich heen gooien tijdens het verblijf van Sinterklaas in Nederland en België.
In Nederland kunnen er rond het sinterklaasfeest in de winkels zakken met strooigoed worden gekocht, waarin pepernoten, kruidnoten, peperbollen en schuimpjes zitten. Ook suikergoed, chocoladeletters, borstplaat en marsepeinen figuurtjes worden in een zak strooigoed aangetroffen. In vroeger tijden strooide men ook suikererwten (waarschijnlijk een andere naam voor suikerbolletjes).
Vroeger begon het strooien al tijdens de Sinterklaasintocht: de Pieten in de optocht strooiden het snoepgoed kwistig naar de kinderen die langs de kant stonden. Het spreekt vanzelf dat daar hygiënische bezwaren tegen waren. Tegenwoordig krijgen de kinderen de lekkernijen in de hand gestopt. Binnenshuis wordt echter meestal wel gestrooid. 'Hulppieten', die thuis langskomen, gooien de pepernoten tegen de muur of het plafond, op een moment dat de kinderen even afgeleid zijn, dan is het een groot raadsel waar de Piet was die het snoepgoed zojuist gooide.
Ook in andere landen wordt strooigoed gebruikt. 

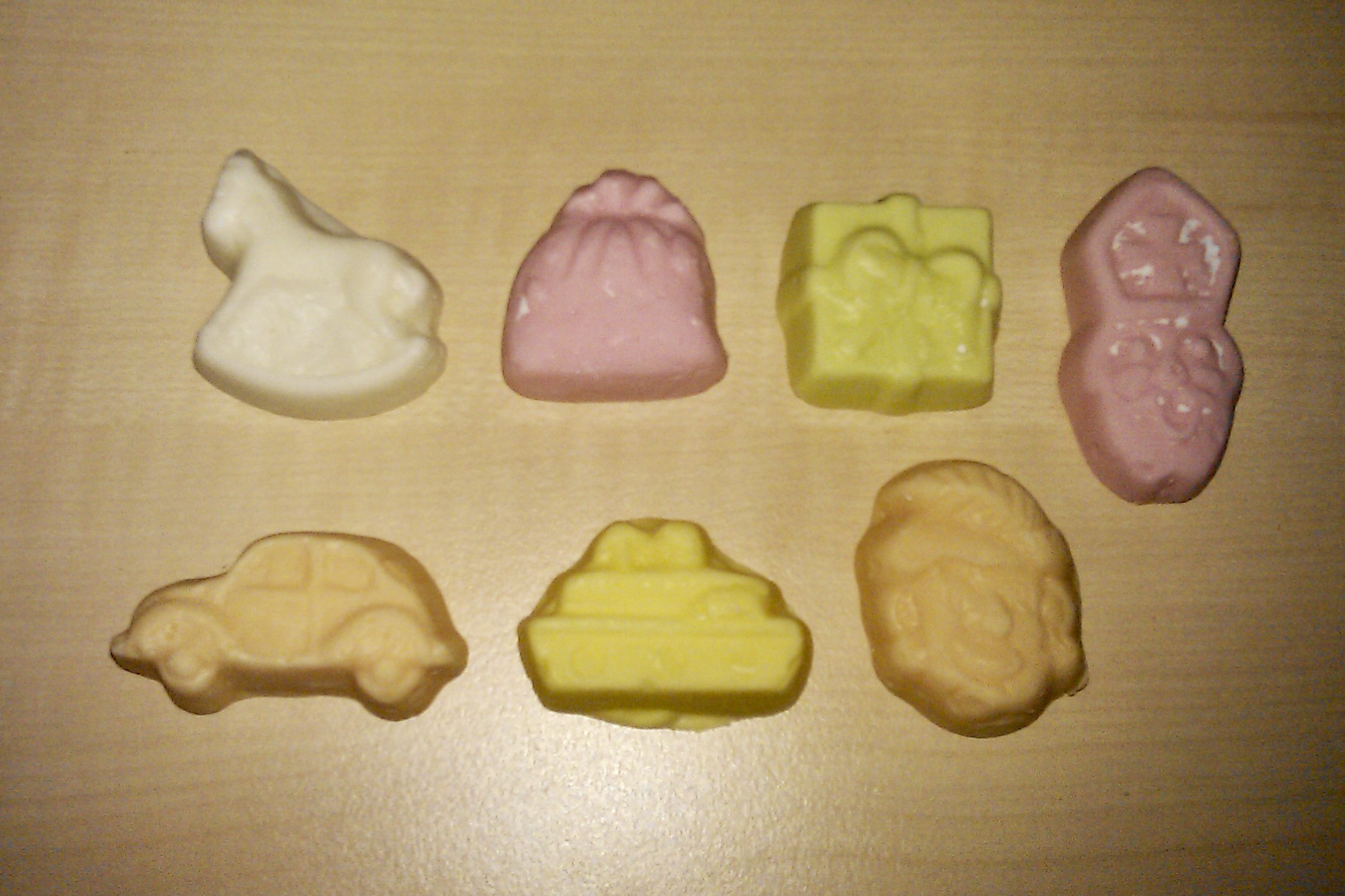
Schuimpjes als strooigoed voor Sinterklaas
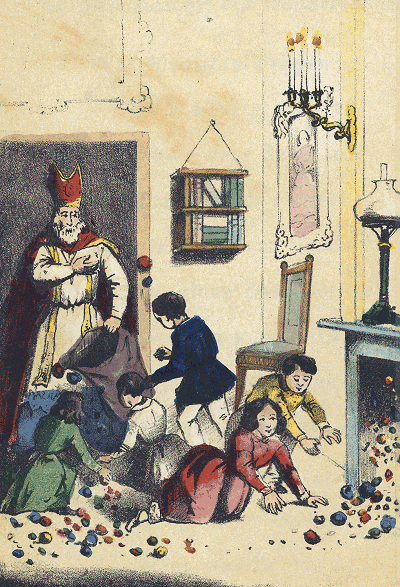
Sinterklaas op strooidag, 1850
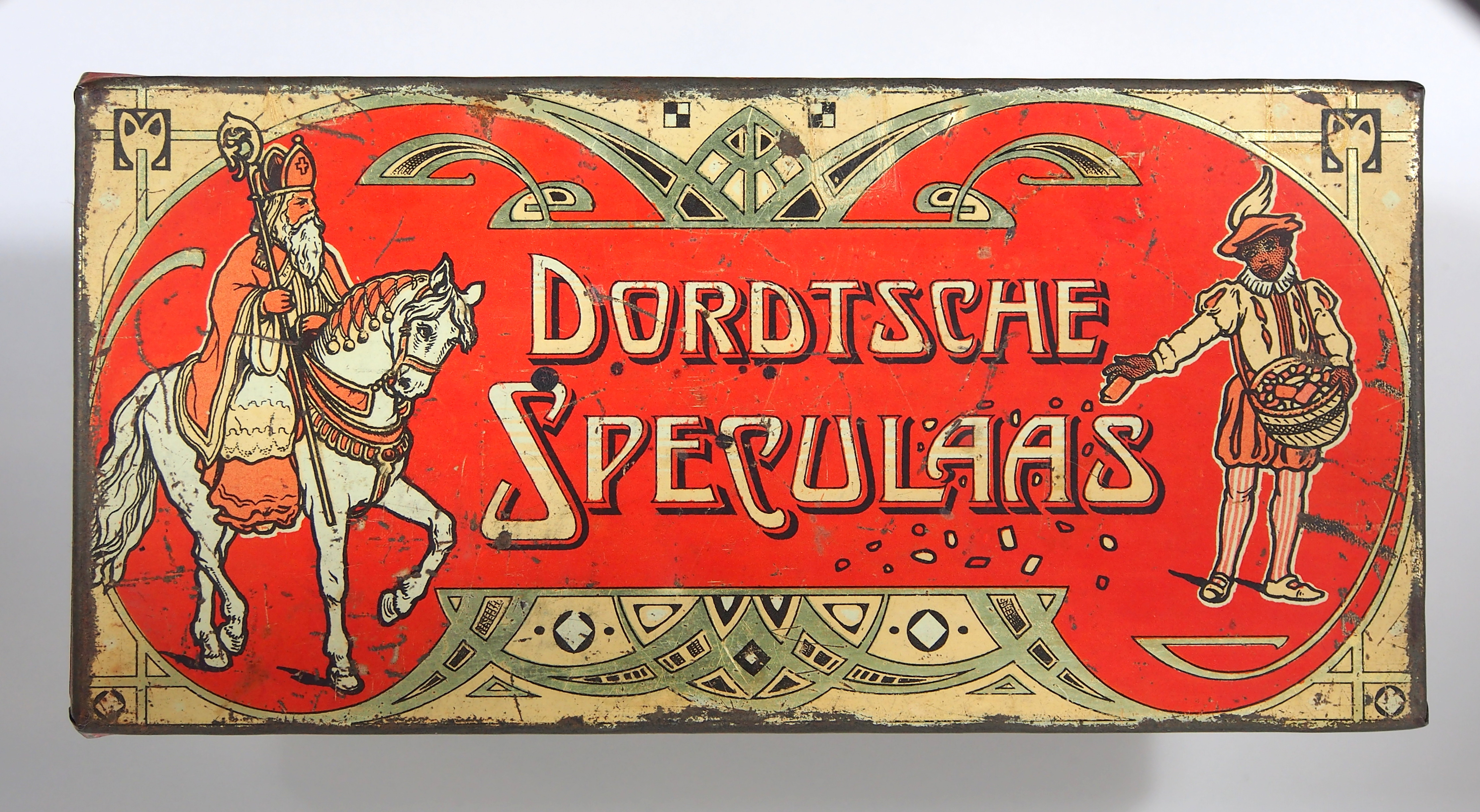
Speculaas blik met Sinterklaas op zijn schimmel en Zwarte Piet deelt strooigoed uit